# Lijst van loopkevers in Nederland

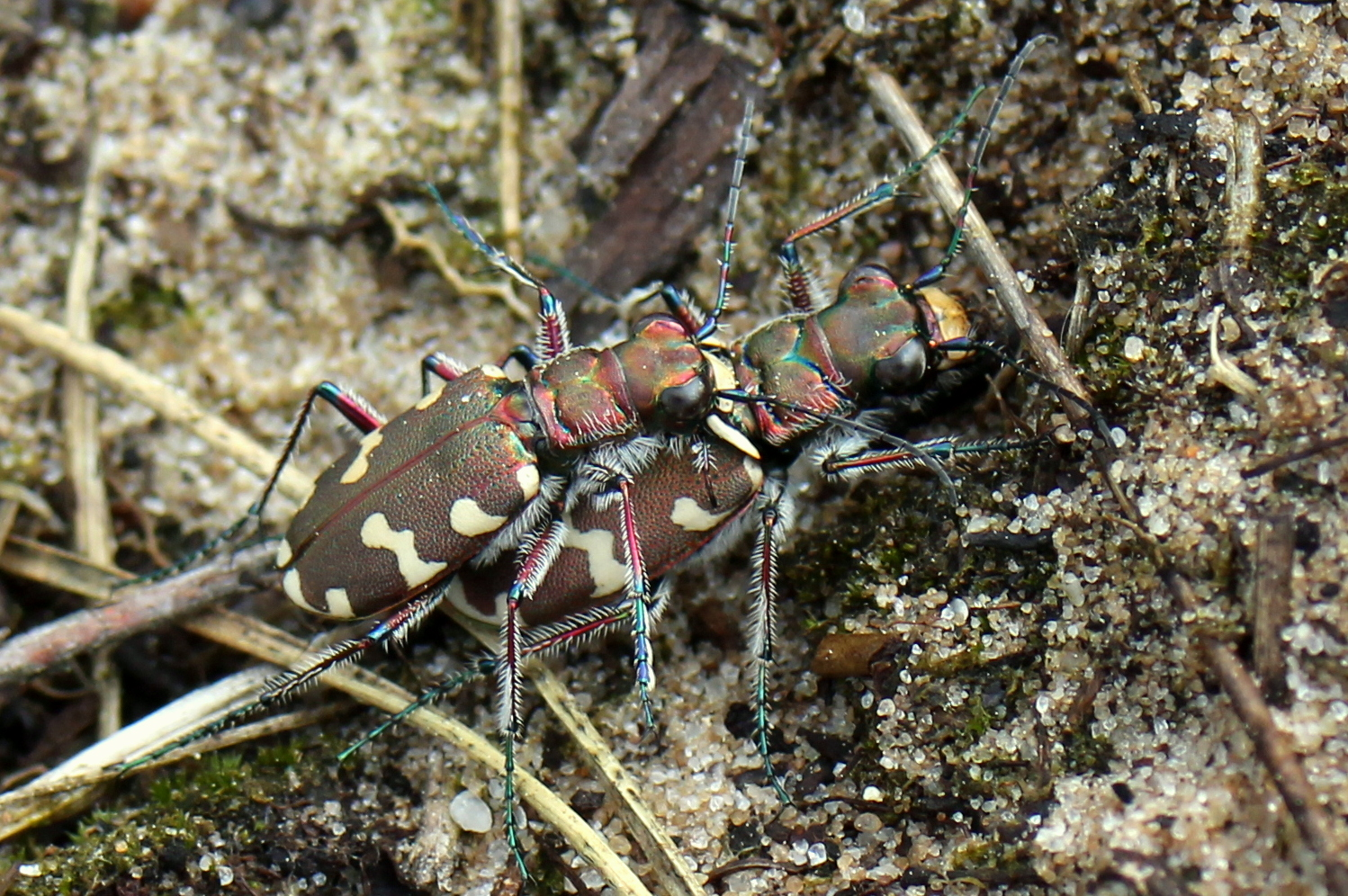
Parende basterdzandloopkevers op de Kerkeindse Heide, Tilburg

Dit is een lijst van loopkevers (Carabidae) in Nederland. De lijst is gebaseerd op het Nederlands Soortenregister en bevat 395 soorten die in het wild zijn aangetroffen. Van 371 soorten is bekend dat zij inheems zijn of langer dan tien jaar zijn gevestigd. Deze soorten zijn in de lijst vet gemarkeerd. Exoten zijn gemarkeerd met een asterisk (*). Bijna alle soorten hebben inmiddels een Nederlandstalige naam. Als er meer dan een wordt genoemd, dan is de eerste steeds de naam volgens het Nederlands Soortenregister, de naam die in de encyclopedie de voorkeur heeft. De tweede naam is dan de naam die in "De Nederlandse loopkevers" van Hans Turin wordt gebruikt, en tot het verschijnen van "Nederlandse namen voor de loopkevers van België en Nederland" in 2010 de geaccepteerde Nederlandstalige naam was.

## OnderfamilieBrachininae

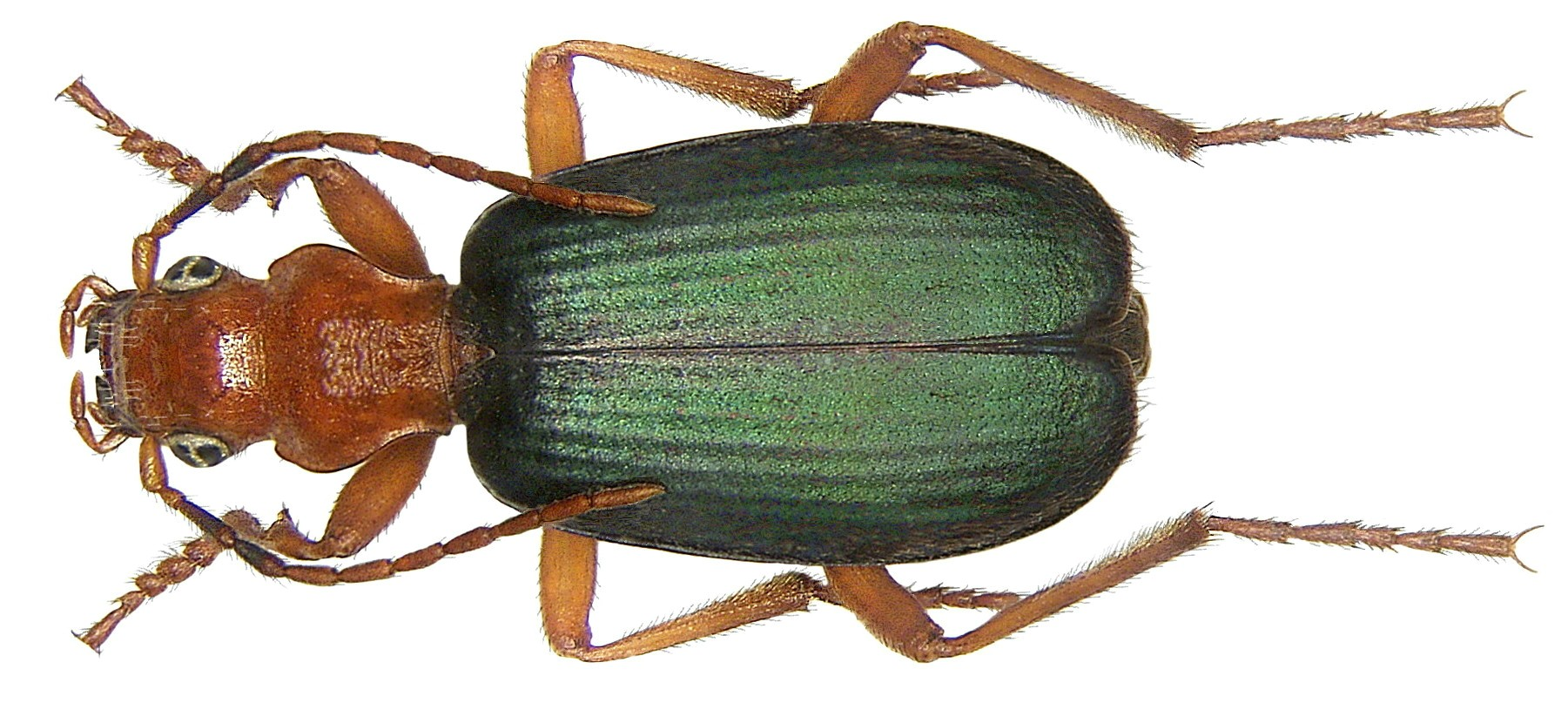
Grote bombardeerkever (Brachinus crepitans)

- Brachinus crepitans (Linnaeus, 1758) – Grote bombardeerkever
- Brachinus explodens Duftschmid, 1812 – Kleine bombardeerkever

## OnderfamilieCarabinae

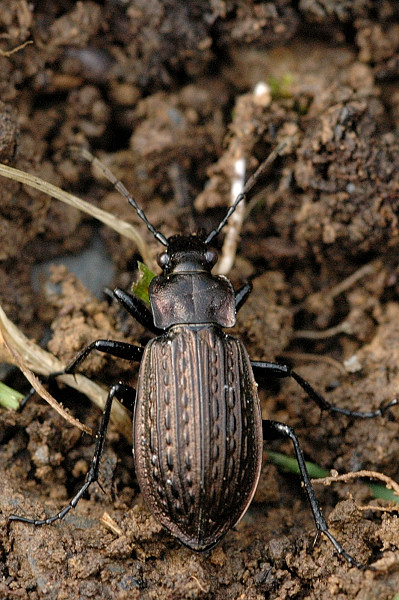
Kettingschallebijter (Carabus granulatus)

- Callisthenes reticulatus (Fabricius, 1787) – Rimpelpoppenrover
- Calosoma auropunctatum (Herbst, 1784) – Goudpuntpoppenrover
- Calosoma inquisitor (Linnaeus, 1758) – Kleine poppenrover
- Calosoma sycophanta (Linnaeus, 1758) – Grote poppenrover
- Carabus arcensis Herbst, 1784
  - Carabus arcensis sylvaticus Dejean, 1826 – Heideschallebijter
- Carabus auratus Linnaeus, 1758 – Gouden schallebijter of Gouden loopkever
- Carabus auronitens Fabricius, 1792 – Goudglanzende schallebijter of Goudglanzende loopkever
- Carabus cancellatus Illiger, 1798 – Rasterschallebijter of Grote loopkever
- Carabus clatratus Linnaeus, 1761 – Moerasschallebijter of Getraliede schallebijter
- Carabus convexus Fabricius, 1775 – Bolle schallebijter
- Carabus coriaceus Linnaeus, 1758 – Lederschallebijter of Lederloopkever
- Carabus glabratus Paykull, 1790 – Gladde schallebijter
- Carabus granulatus Linnaeus, 1758 – Kettingschallebijter of Gekorrelde veldloopkever
- Carabus intricatus Linnaeus, 1761 – Blauwe schallebijter
- Carabus monilis Fabricius, 1792 – Graslandschallebijter
- Carabus nemoralis O.F. Müller, 1764 – Tuinschallebijter of Tuinloopkever
- Carabus nitens Linnaeus, 1758 – Goudrandschallebijter of Goudrandloopkever
- Carabus problematicus Herbst, 1786 – Blauwzwarte schallebijter of Korrelschallebijter
- Carabus ulrichii Germar, 1824* – Ullrichs schallebijter
- Carabus violaceus Linnaeus, 1758
  - Carabus violaceus purpurascens Fabricius, 1787 – Violette schallebijter
- Cychrus caraboides (Linnaeus, 1758) – Lederslakkenloopkever of Slakkenloopkever
- Leistus ferrugineus (Linnaeus, 1758) – Roestbaardloper of Roestrode loopkever
- Leistus fulvibarbis Dejean, 1826 – Zwartblauwe baardloper
- Leistus rufomarginatus (Duftschmid, 1812) – Bosbaardloper
- Leistus spinibarbis (Fabricius, 1775) – Blauwe baardloper
- Leistus terminatus (Panzer, 1793) – Zwartkopbaardloper

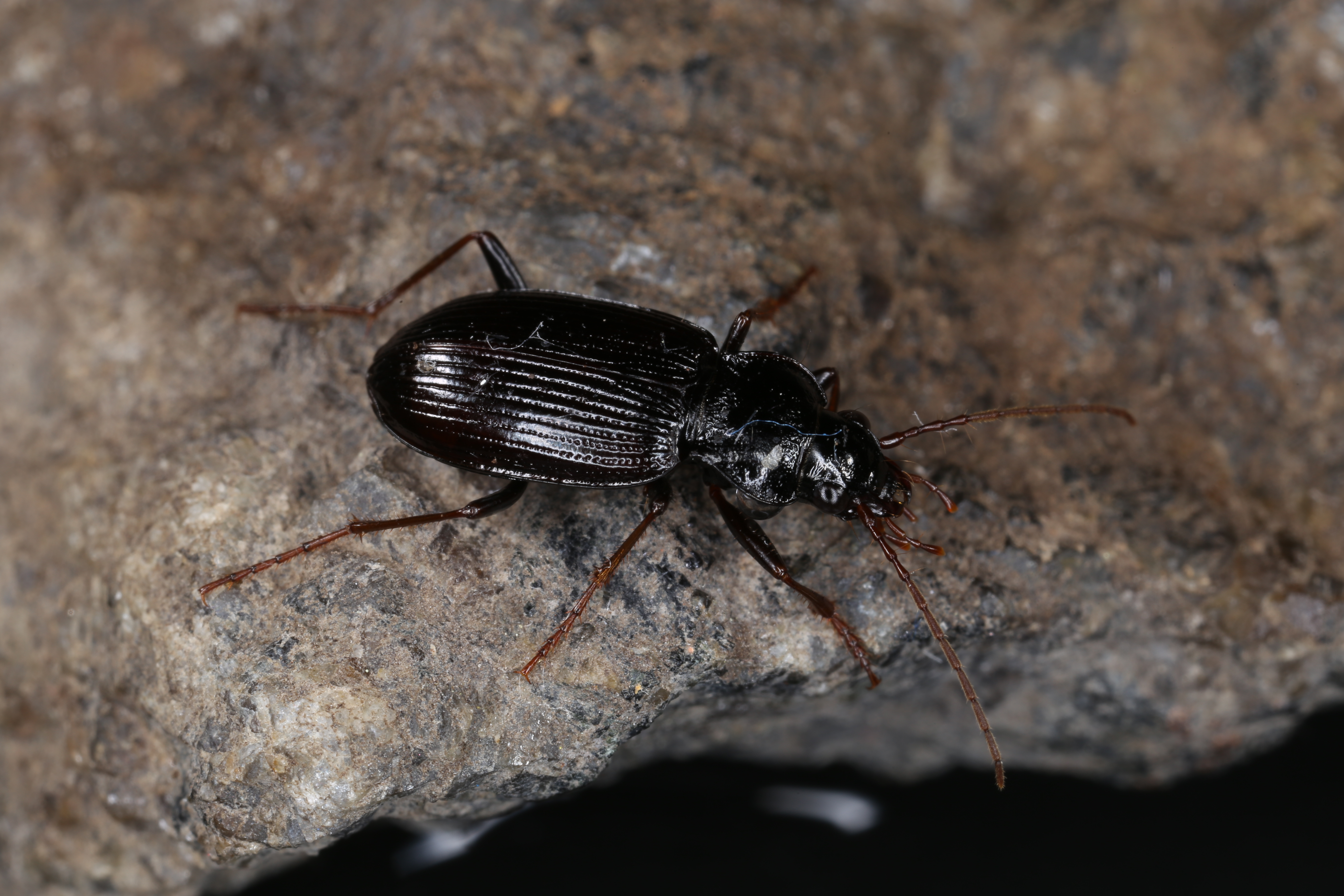
Gewone kortnek (Nebria brevicollis)

- Nebria brevicollis (Fabricius, 1792) – Gewone kortnek of Oeverloper
- Nebria livida (Linnaeus, 1758) – Geelrandkortnek
- Nebria picicornis (Fabricius, 1801)*
- Nebria salina Fairmaire & Laboulbene, 1854 – Heidekortnek
- Notiophilus aestuans Dejean, 1826 – Slanke spiegelloopkever
- Notiophilus aquaticus (Linnaeus, 1758) – Donkere spiegelloopkever of Gewone snelkever
- Notiophilus biguttatus (Fabricius, 1779) – Tweevlekspiegelloopkever of Tweevlekkige snelkever
- Notiophilus germinyi Fauvel, 1863 – Heidespiegelloopkever
- Notiophilus palustris (Duftschmid, 1812) – Moerasspiegelloopkever of Moerassnelkever
- Notiophilus quadripunctatus Dejean, 1826 – Vierpuntspiegelloopkever
- Notiophilus rufipes Curtis, 1829 – Bosspiegelloopkever
- Notiophilus substriatus G.R. Waterhouse, 1833 – Oeverspiegelloopkever

## OnderfamilieCicindelinae(Zandloopkevers)

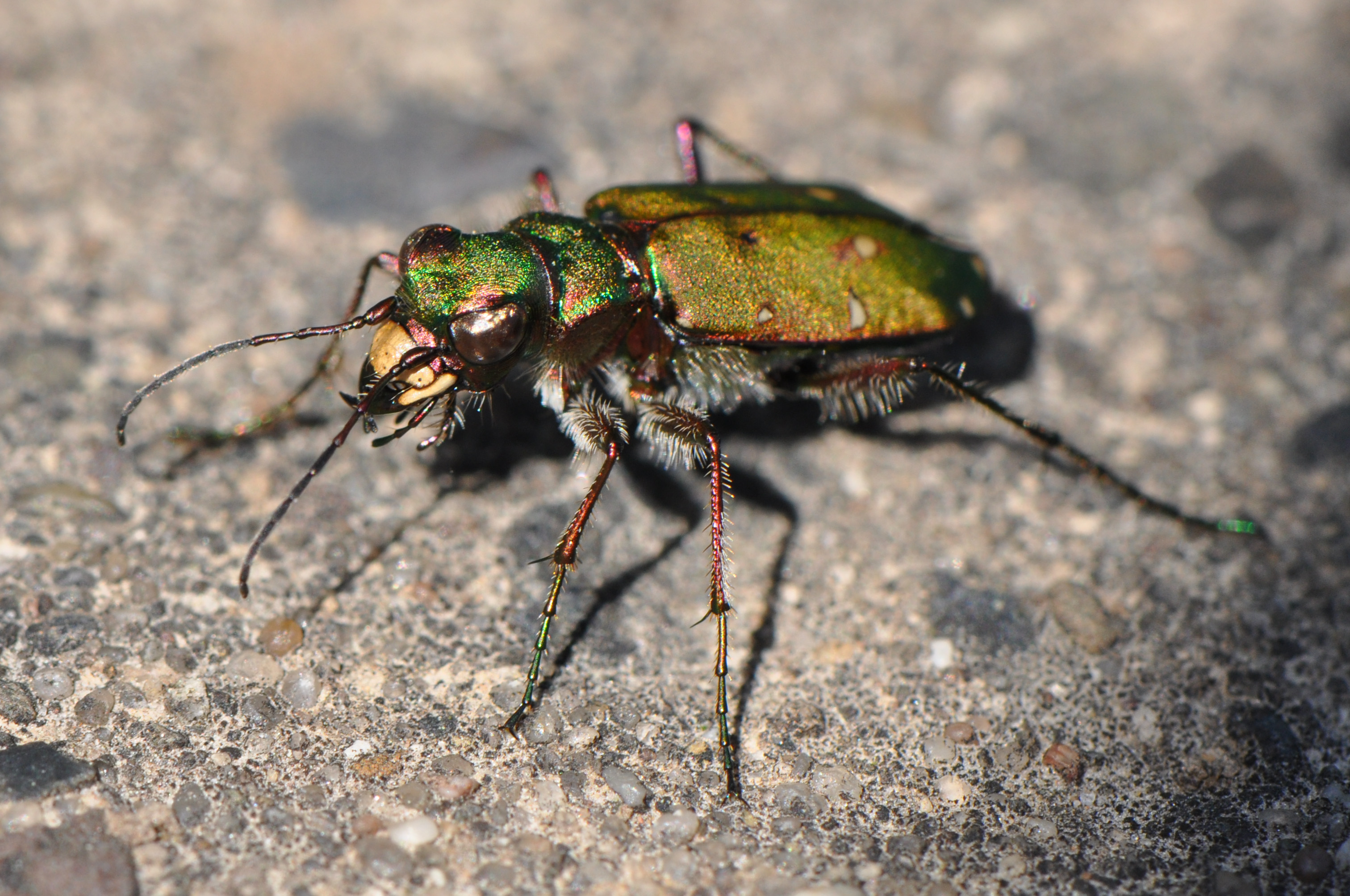
Groene zandloopkever (Cicindela campestris)

- Cicindela campestris Linnaeus, 1758 – Groene zandloopkever
- Cicindela hybrida Linnaeus, 1758 – Basterdzandloopkever
- Cicindela maritima Dejean, 1822 – Strandzandloopkever
- Cicindela sylvatica Linnaeus, 1758 – Boszandloopkever
- Cylindera germanica (Linnaeus, 1758) – Duitse zandloopkever
- Cylindera trisignata (Dejean, 1822)
  - Cylindera trisignata neustria Rivalier, 1962 – Drievlekzandloopkever

## OnderfamilieElaphrinae

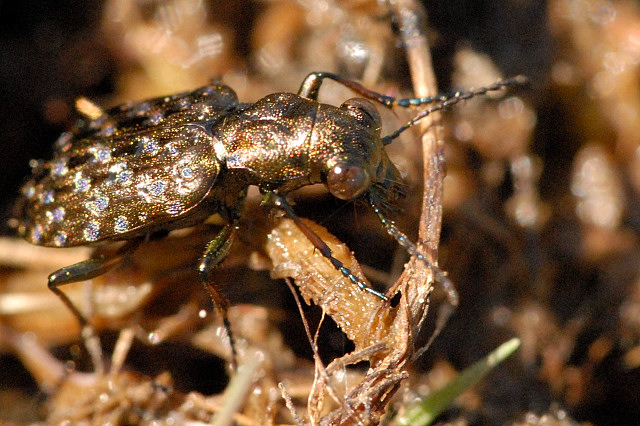
Gewone oeverloopkever (Elaphrus riparius)

- Blethisa multipunctata (Linnaeus, 1758) – Grote oeverloopkever of Gestippelde loopkever
- Elaphrus aureus P. Müller, 1821 – Gouden oeverloopkever
- Elaphrus cupreus Duftschmid, 1812 – Moerasoeverloopkever of Koperkleurige oeverloopkever
- Elaphrus riparius (Linnaeus, 1758) – Gewone oeverloopkever
- Elaphrus uliginosus Fabricius, 1792 – Blauwpootoeverloopkever of Blauwscheenoeverloopkever
- Elaphrus ullrichii W. Redtenbacher, 1842 – Groenpootoeverloopkever

## OnderfamilieHarpalinae
- Abax carinatus (Duftschmid, 1812)

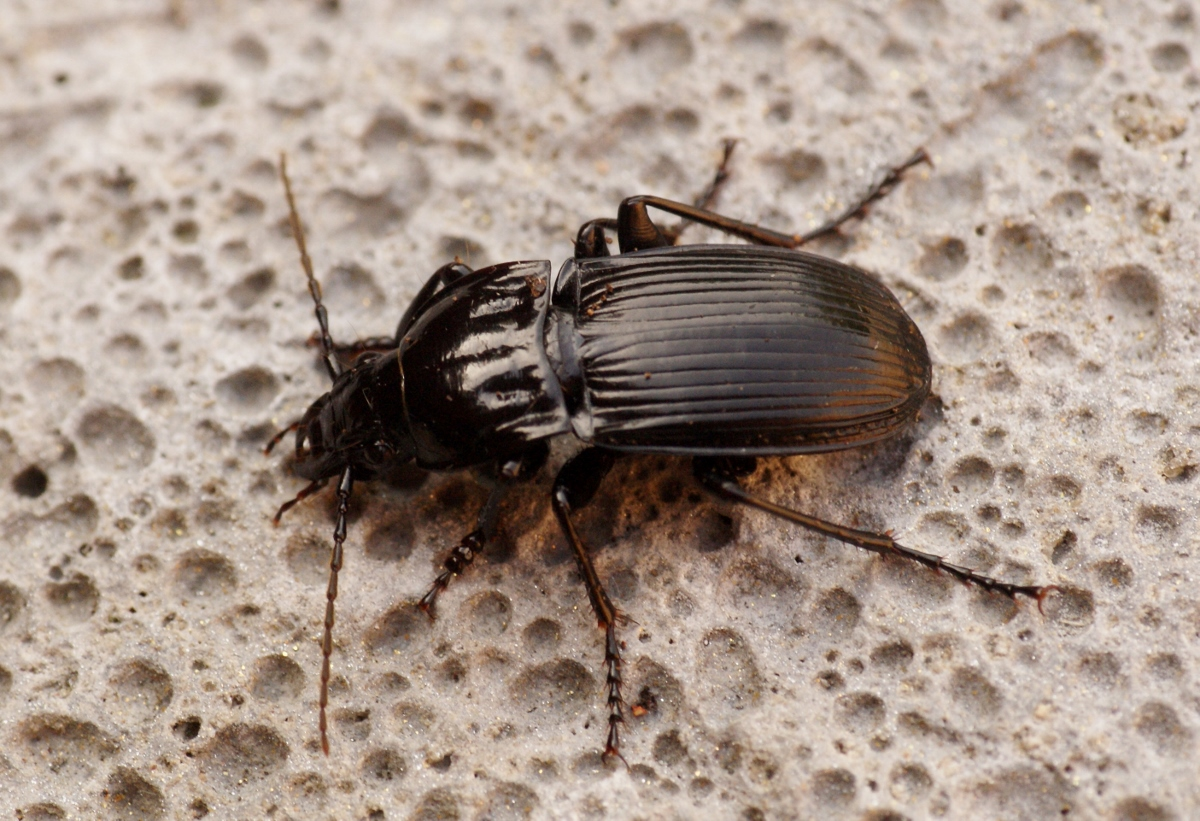
Gewone breedborst (Abax parallelepipedus)

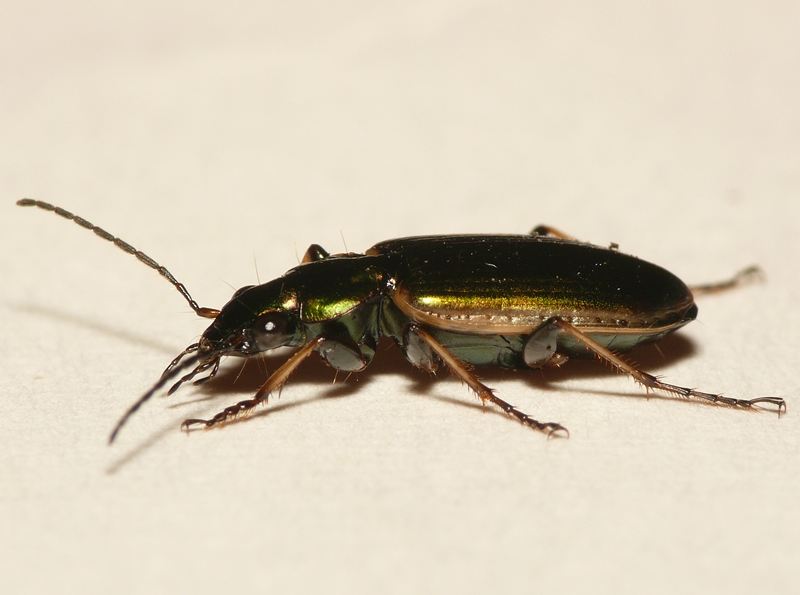
Geelrandsnelloper (Agonum marginatum)

  - Abax carinatus porcatus (Duftschmid, 1812) – Langkielbreedborst
- Abax ovalis (Duftschmid, 1812) – Ovale breedborst
- Abax parallelepipedus (Piller & Mitterpacher, 1783) – Gewone breedborst of Breedborstloopkever
- Abax parallelus (Duftschmid, 1812) – Echte breedborst
- Acupalpus brunnipes (Sturm, 1825) – Bruine bontloper
- Acupalpus dubius Schilsky, 1888 – Moerasbontloper
- Acupalpus elegans (Dejean, 1829) – Zilte bontloper
- Acupalpus exiguus Dejean, 1829 – Kleibontloper
- Acupalpus flavicollis (Sturm, 1825) – Geelhalsbontloper
- Acupalpus meridianus (Linnaeus, 1761) – Akkerbontloper
- Acupalpus parvulus (Sturm, 1825) – Rietbontloper
- Agonum dolens (C.R. Sahlberg, 1827) – Stomphalssnelloper
- Agonum emarginatum (Gyllenhal, 1827) – Glanzende snelloper
- Agonum ericeti Panzer, 1809 – Turfsnelloper
- Agonum fuliginosum Panzer, 1809 – Moerassnelloper
- Agonum gracile Sturm, 1824 – Veenmossnelloper
- Agonum gracilipes (Duftschmid, 1812) – Kortpootsnelloper
- Agonum impressum (Panzer, 1796)*
- Agonum lugens (Duftschmid, 1812) – Rouwsnelloper
- Agonum marginatum (Linnaeus, 1758) – Geelrandsnelloper of Geelgerande moerasloopkever
- Agonum micans (Nicolai, 1822) – Riviersnelloper
- Agonum muelleri Herbst, 1784 – Grassnelloper of Müller's pronkloopkever
- Agonum munsteri Hellen, 1935 – Hoogveensnelloper
- Agonum nigrum Dejean, 1828 – Zwarte snelloper
- Agonum piceum (Linnaeus, 1758) – Bruine snelloper
- Agonum scitulum Dejean, 1828* – Blauwzwarte snelloper
- Agonum sexpunctatum (Linnaeus, 1758) – Zespuntsnelloper of Zespuntmoerasloopkever
- Agonum thoreyi Dejean, 1828 – Rietsnelloper
- Agonum versutum Sturm, 1824 – Vensnelloper
- Agonum viduum Panzer, 1796 – Groene snelloper
- Agonum viridicupreum Goeze, 1777 – Kopergroene snelloper

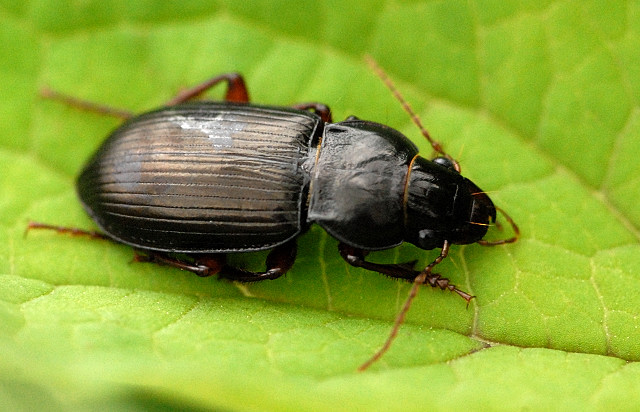
Distelglimmer (Amara aulica)

- Amara aenea DeGeer, 1774 – Bronzen glimmer of Bronskleurige glansloopkever
- Amara anthobia A. Villa & G.B. Villa, 1833 – Kleine roodpootglimmer
- Amara apricaria (Paykull, 1790) – Ruderaalglimmer
- Amara aulica Panzer, 1796 – Distelglimmer of Distelloopkever
- Amara bifrons Gyllenhal, 1810 – Bruingele glimmer
- Amara brunnea Gyllenhal, 1810 – Bruine bosglimmer
- Amara communis (Panzer, 1797) – Veldglimmer of Kameelloopkever
- Amara consularis Duftschmid, 1812 – Tandhalsglimmer
- Amara convexior Stephens, 1828 – Rechte glimmer
- Amara convexiuscula Marsham, 1802 – Kwelderglimmer
- Amara cursitans C. Zimmermann, 1832 – Mergelglimmer
- Amara curta Dejean, 1828 – Korte glimmer
- Amara equestris Duftschmid, 1812 – Borstelglimmer
- Amara eurynota (Panzer, 1796) – Breedrugglimmer
- Amara famelica C. Zimmermann, 1832 – Grote heideglimmer
- Amara familiaris (Duftschmid, 1812) – Akkerroodpootglimmer
- Amara fulva (O.F. Muller, 1776) – Gele glimmer of Bruine glansloopkever
- Amara fusca Dejean, 1828 – Breedhalsglimmer
- Amara gebleri Dejean, 1831 – Oostelijke heideglimmer
- Amara infima Duftschmid, 1812 – Kleine heideglimmer
- Amara ingenua Duftschmid, 1812 – Plompe glimmer
- Amara kulti Fassati, 1947 – Glanzende drietandglimmer
- Amara lucida Duftschmid, 1812 – Duinroodpootglimmer
- Amara lunicollis Schiodte, 1837 – Gewone glimmer
- Amara majuscula (Chaudoir, 1850) – Grote glimmer
- Amara montana Dejean, 1828*
- Amara montivaga Sturm, 1825 – Bergglimmer
- Amara nitida Sturm, 1825 – Glanzende glimmer
- Amara ovata Fabricius, 1792 – Ovale glimmer
- Amara plebeja (Gyllenhal, 1810) – Gewone drietandglimmer of Gewone glansloopkever
- Amara praetermissa C.R. Sahlberg, 1827 – Pekbruine glimmer
- Amara quenseli (Schoenherr, 1806)
  - Amara quenseli silvicola Zimmermann, 1832 – Stuifzandglimmer
- Amara similata Gyllenhal, 1810 – Akkerglimmer
- Amara spreta Dejean, 1831 – Platte glimmer
- Amara strenua C. Zimmermann, 1832 – Polderdrietandglimmer
- Amara tibialis Paykull, 1798 – Dwergglimmer
- Amara tricuspidata Dejean, 1831 – Zwarte drietandglimmer
- Anchista binotata (Dejean, 1825)*
- Anchomenus dorsalis (Pontoppidan, 1763) – Akkersnelloper
- Anisodactylus binotatus (Fabricius, 1787) – Gewone roodkruin
- Anisodactylus nemorivagus (Duftschmid, 1812) – Heideroodkruin
- Anisodactylus poeciloides (Stephens, 1828) – Zilte roodkruin
- Anisodactylus signatus (Panzer, 1796) – Brede roodkruin
- Anthracus consputus (Duftschmid, 1812) – Oeverbontloper

- Badister bullatus (Schrank, 1798) – Bosstompkaak
- Badister collaris Motschulsky, 1844 – Veenstompkaak

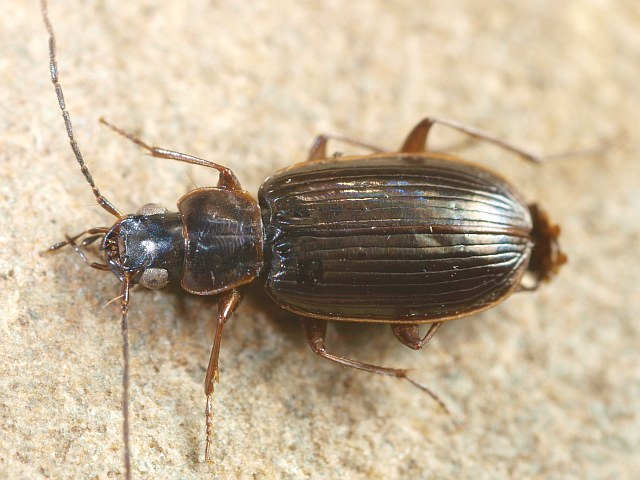
Rietstompkaak (Badister peltatus)

- Badister dilatatus Chaudoir, 1837 – Breedhalsstompkaak
- Badister lacertosus Sturm, 1815 – Ovale stompkaak
- Badister peltatus (Panzer, 1796) – Rietstompkaak
- Badister sodalis (Duftschmid, 1812) – Schoudervlekstompkaak
- Badister unipustulatus Bonelli, 1813 – Moerasstompkaak

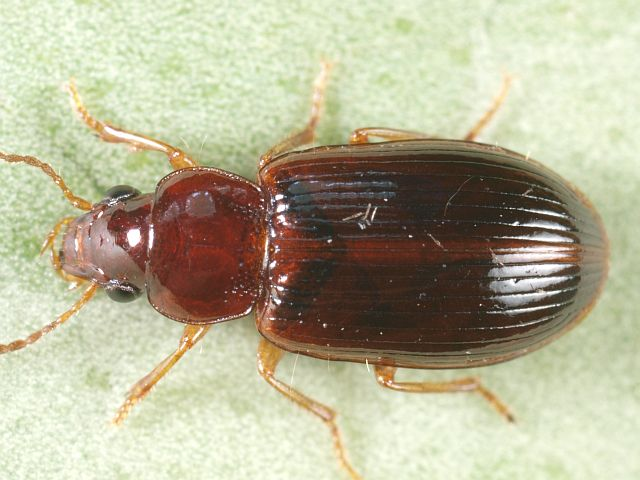
Gewone rondbuik (Bradycellus harpalinus)

- Bradycellus caucasicus (Chaudoir, 1846) – Halsrondbuik
- Bradycellus csikii Laczo, 1912 – Steenrondbuik
- Bradycellus distinctus (Dejean, 1829) – Kwelderrondbuik
- Bradycellus harpalinus (Audinet-Serville, 1821) – Gewone rondbuik of Roestbruine hardloper
- Bradycellus ruficollis (Stephens, 1828) – Heiderondbuik
- Bradycellus sharpi Joy, 1912 – Bosrondbuik
- Bradycellus verbasci (Duftschmid, 1812) – Ruigterondbuik
- Calathus ambiguus (Paykull, 1790) – Grote tandklauw
- Calathus cinctus Motschulsky, 1850 – Mostandklauw
- Calathus erratus (C.R. Sahlberg, 1827) – Zandtandklauw
- Calathus fuscipes (Goeze, 1777) – Gewone tandklauw of Roodpotige breedhalsloopkever
- Calathus melanocephalus (Linnaeus, 1758) – Zwartkoptandklauw of Roodborstloopkever
- Calathus micropterus (Duftschmid, 1812) – Noordelijke tandklauw
- Calathus mollis (Marsham, 1802) – Duintandklauw of Kleine strandloopkever
- Calathus rotundicollis Dejean, 1828 – Bostandklauw
- Callistus lunatus (Fabricius, 1775) – Maanvlek of Maanvlekloopkever
- Calodromius bifasciatus (Dejean, 1825) – Zuidelijke schorsloper
- Calodromius spilotus (Illiger, 1798) – Kleine viervlekschorsloper
- Chlaenius nigricornis (Fabricius, 1787) – Zwartsprietfluweelloper of Zwartsprietzijdeloopkever
- Chlaenius nitidulus (Schrank, 1781) – Groene fluweelloper of Fluweelloper
- Chlaenius sulcicollis (Paykull, 1798) – Groefhalsfluweelloper
- Chlaenius tibialis Dejean, 1826 – Rivierfluweelloper
- Chlaenius tristis (Schaller, 1783) – Zwarte fluweelloper
- Chlaenius vestitus (Paykull, 1790) – Geelrandfluweelloper
- Cymindis axillaris (Fabricius, 1794) – Kalknachtloper
- Cymindis humeralis (Geoffroy, 1785) – Kale heidenachtloper
- Cymindis macularis Mannerheim, 1824 – Harige heidenachtloper
- Cymindis vaporariorum (Linnaeus, 1758) – Vale heidenachtloper
- Demetrias atricapillus (Linnaeus, 1758) – Gele rietklimmer
- Demetrias imperialis (Germar, 1824) – Viervlekrietklimmer
- Demetrias monostigma Samouelle, 1819 – Ruitvlekrietklimmer of Eenstippige loopkever
- Diachromus germanus (Linnaeus, 1758) – Bonte sierloper
- Dicheirotrichus gustavii Crotch, 1871 – Gewone kwelderloper of Behaarde kustloopkever
- Dicheirotrichus obsoletus (Dejean, 1829) – Brede kwelderloper
- Dicheirotrichus rufithorax (C.R. Sahlberg, 1827) – Rivierkwelderloper
- Dolichus halensis (Schaller, 1783) – Variabele slanke loper

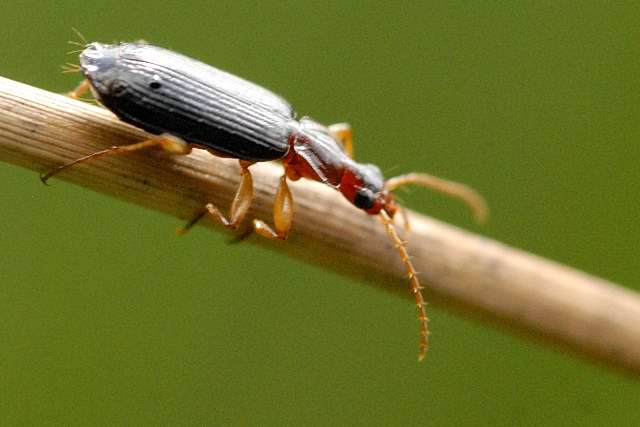
Donkerbruine schorsloper (Dromius agilis)

- Dromius agilis (Fabricius, 1787) – Donkerbruine schorsloper of Snelle schorsloopkever
- Dromius angustus Brullé, 1834 – Geelbruine schorsloper
- Dromius fenestratus (Fabricius, 1794) – Tweevlekschorsloper
- Dromius meridionalis Dejean, 1825 – Kustschorsloper
- Dromius quadrimaculatus (Linnaeus, 1758) – Grote viervlekschorsloper of Schorsloopkever
- Dromius schneideri Crotch, 1871*

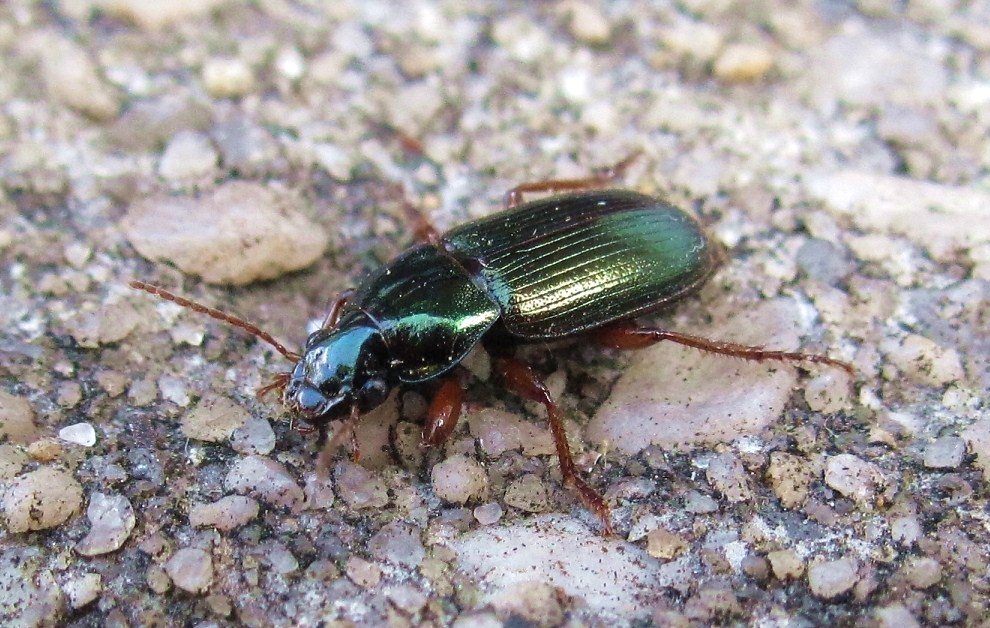
Behaarde kruiper (Harpalus affinis)

- Harpalus affinis (Schrank, 1781) – Behaarde kruiper of Veelkleurige loopkever
- Harpalus anxius (Duftschmid, 1812) – Variabele kruiper
- Harpalus atratus Latreille, 1804 – Breedhalskruiper
- Harpalus attenuatus Stephens, 1828 – Sobere kustkruiper
- Harpalus autumnalis (Duftschmid, 1812) – Herfstkruiper
- Harpalus calceatus (Duftschmid, 1812) – Grote halmkruiper
- Harpalus dimidiatus (P. Rossi, 1790) – Kalkkruiper
- Harpalus distinguendus (Duftschmid, 1812) – Groene kruiper
- Harpalus flavescens (Piller & Mitterpacher, 1783) – Gele kruiper
- Harpalus froelichii Sturm, 1818 – Schraallandkruiper
- Harpalus griseus (Panzer, 1796) – Kleine roodpoothalmkruiper
- Harpalus honestus (Duftschmid, 1812)* – Grindkruiper
- Harpalus laevipes Zetterstedt, 1828 – Vierpuntkruiper
- Harpalus latus (Linnaeus, 1758) – Breedkopkruiper
- Harpalus luteicornis (Duftschmid, 1812) – Geelsprietkruiper
- Harpalus melancholicus Dejean, 1829 – Donkere kustkruiper
- Harpalus modestus Dejean, 1829 – Vijfdoornkruiper
- Harpalus neglectus Audinet-Serville, 1821 – Korstmoskruiper
- Harpalus picipennis (Duftschmid, 1812) – Pekzwarte kruiper
- Harpalus progrediens Schauberger, 1922*
- Harpalus pumilus Sturm, 1818 – Dwergkruiper
- Harpalus rubripes (Duftschmid, 1812) – Blauwe kruiper of Roodpoothardloopkever
- Harpalus rufipalpis Sturm, 1818 – Roodtasterkruiper
- Harpalus rufipes (Degeer, 1774) – Roodpoothalmkruiper of Aardbeiloopkever
- Harpalus serripes (Quensel, 1806) – Grote duinkruiper
- Harpalus servus (Duftschmid, 1812) – Brede duinkruiper
- Harpalus signaticornis (Duftschmid, 1812) – Kaalkopkruiper
- Harpalus smaragdinus (Duftschmid, 1812) – Smaragdkruiper
- Harpalus solitaris Dejean, 1829 – Heidekruiper
- Harpalus tardus (Panzer, 1796) – Zandkruiper
- Harpalus xanthopus Gemminger & Harold, 1868
  - Harpalus xanthopus winkleri Schauberger, 1923 – Kleine duinkruiper
- Laemostenus terricola (Herbst, 1784) – Aardloper

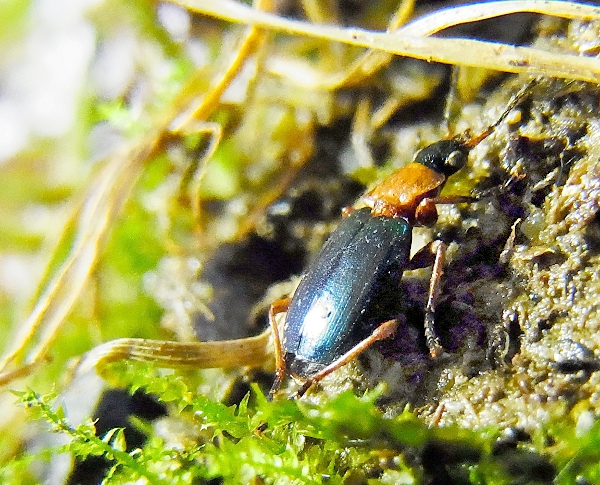
Groene pronkloper (Lebia chlorocephala)

- Lebia chlorocephala (J.J. Hoffmann, 1803) – Groene pronkloper of Mosloper
- Lebia cruxminor (Linnaeus, 1758) – Kruispronkloper
- Lebia cyanocephala (Linnaeus, 1758) – Blauwe pronkloper
- Licinus depressus (Paykull, 1790) – Duinslakkenkraker
- Limodromus assimilis (Paykull, 1790) – Bossnelloper
- Limodromus krynickii (Sperk, 1835) – Oostelijke snelloper
- Lionychus quadrillum (Duftschmid, 1812) – Viervlekdwergloper
- Masoreus wetterhallii (Gyllenhal, 1813) – Duinloper
- Microlestes maurus (Sturm, 1827) – Kleinste dwergloper
- Microlestes minutulus (Goeze, 1777) – Kleine dwergloper
- Molops elatus (Fabricius, 1801)*
- Molops piceus (Panzer, 1793) – Pekbruine bosloper of Pekloopkever
- Odacantha melanura (Linnaeus, 1767) – Bonte rietloper of Rietsnoerhalsloopkever
- Olisthopus rotundatus (Paykull, 1790) – Bronzen heideloper
- Oodes helopioides (Fabricius, 1792) – Zwarte moerasloper
- Ophonus ardosiacus (Lutshnik, 1922) – Grote blauwe halmklimmer
- Ophonus azureus (Fabricius, 1775) – Azuurblauwe halmklimmer
- Ophonus cordatus (Duftschmid, 1812) – Duinhalmklimmer
- Ophonus diffinis (Dejean, 1829)*
- Ophonus laticollis Mannerheim, 1825 – Groene halmklimmer
- Ophonus melletii (Heer, 1837) – Variabele halmklimmer
- Ophonus puncticeps Stephens, 1828 – Slanke halmklimmer
- Ophonus puncticollis (Paykull, 1798) – Gerande halmklimmer
- Ophonus rufibarbis (Fabricius, 1792) – Gewone halmklimmer
- Ophonus rupicola (Sturm, 1818) – Rotshalmklimmer
- Ophonus stictus Stephens, 1828 – Zwarthaarhalmklimmer
- Oxypselaphus obscurus (Herbst, 1784) – Smalhalssnelloper
- Panagaeus bipustulatus (Fabricius, 1775) – Tweevleksmalkop
- Panagaeus cruxmajor (Linnaeus, 1758) – Kruissmalkop of Kruisloopkever
- Paradromius linearis (Olivier, 1795) – Smalle schorsloper
- Paradromius longiceps (Dejean, 1826) – Langhalsschorsloper
- Paranchus albipes (Fabricius, 1796) – Oeversnelloper
- Parophonus maculicornis (Duftschmid, 1812) – Kalkgroefkop
- Perigona nigriceps (Dejean, 1831)* – Compostloper
- Philorhizus crucifer (Lucas, 1846) – Duinschorsloper
  - Philorhizus crucifer confusus Sciaky, 1991
- Philorhizus melanocephalus (Dejean, 1825) – Zwartkopschorsloper
- Philorhizus quadrisignatus (Dejean, 1825) – Breedkopschorsloper
- Philorhizus sigma (P. Rossi, 1790) – Dwarsvlekschorsloper
- Platyderus depressus (Audinet-Serville, 1821) – Platte gladklauwloper
- Platynus livens (Gyllenhal, 1810) – Ringneksnelloper
- Plochionus pallens (Fabricius, 1775)*
- Poecilus cupreus (Linnaeus, 1758) – Koperen kielspriet
- Poecilus kugelanni (Panzer, 1797) – Tweekleurige kielspriet
- Poecilus lepidus (Leske, 1785) – Heidekielspriet
- Poecilus punctulatus (Schaller, 1783) – Gladde kielspriet
- Poecilus versicolor (Sturm, 1824) – Veelkleurige kielspriet
- Polistichus connexus (Geoffroy, 1785)

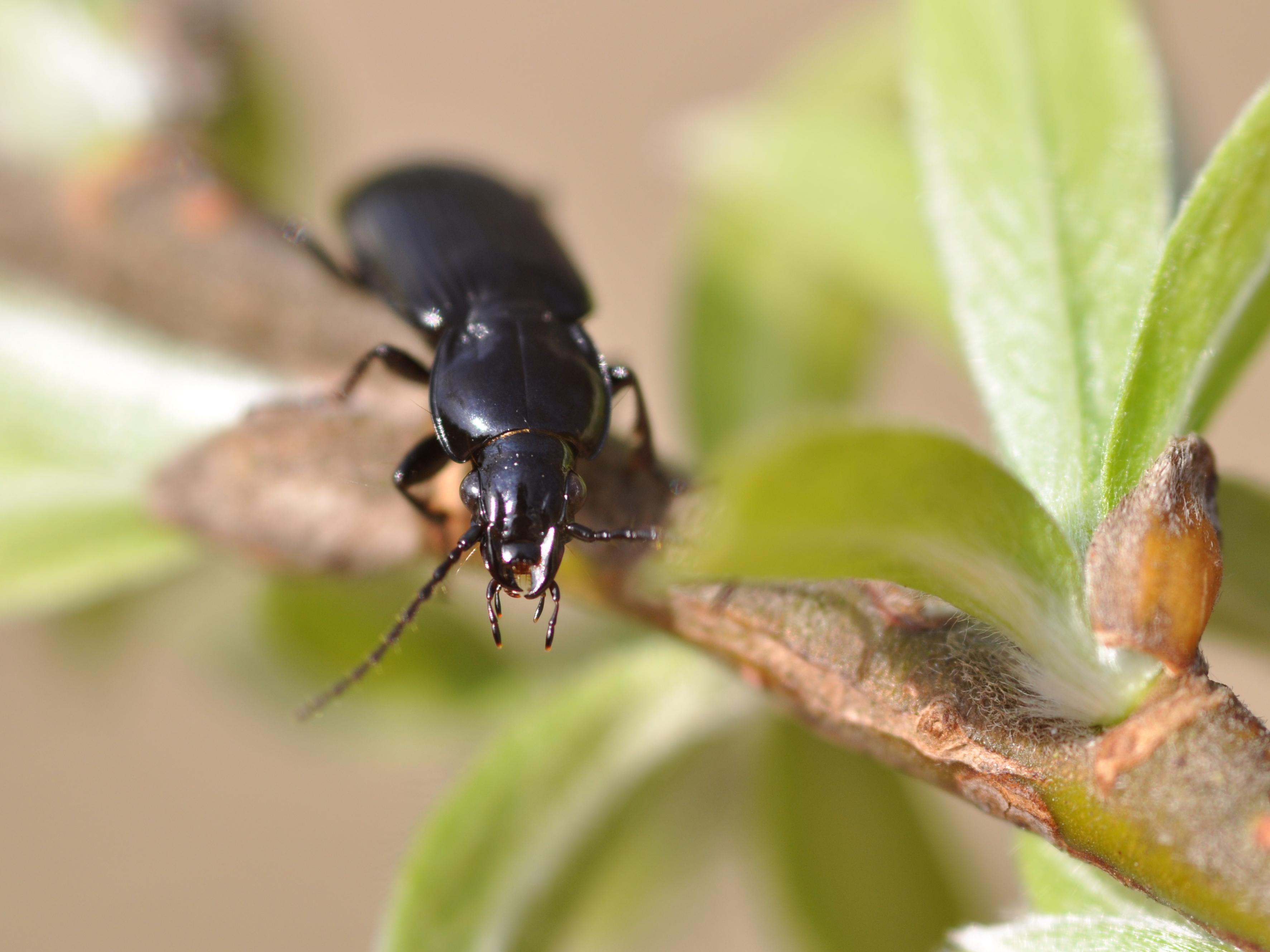
Gewone zwartschild (Pterostichus melanarius)

- Pterostichus anthracinus (Illiger, 1798) – Oeverzwartschild
- Pterostichus aterrimus (Herbst, 1784) – Veenzwartschild
- Pterostichus burmeisteri Heer, 1838*
- Pterostichus cristatus (L. Dufour, 1820) – Bronboszwartschild
- Pterostichus diligens (Sturm, 1824) – Gladde zwartschild
- Pterostichus gracilis (Dejean, 1828) – Smalle zwartschild
- Pterostichus longicollis (Duftschmid, 1812) – Langnekzwartschild
- Pterostichus macer (Marsham, 1802) – Platte zwartschild
- Pterostichus madidus (Fabricius, 1775) – Rondhalszwartschild of Rondhalskever
- Pterostichus melanarius (Illiger, 1798) – Gewone zwartschild of Gewone streeploopkever
- Pterostichus minor (Gyllenhal, 1827) – Moeraszwartschild
- Pterostichus niger (Schaller, 1783) – Grote zwartschild of Zwarte streeploopkever
- Pterostichus nigrita (Paykull, 1790) – Moerasboszwartschild
- Pterostichus oblongopunctatus (Fabricius, 1787) – Bronzen boszwartschild
- Pterostichus ovoideus (Sturm, 1824) – Platoogzwartschild
- Pterostichus quadrifoveolatus Letzner, 1852 – Brandzwartschild
- Pterostichus rhaeticus Heer, 1837 – Heidezwartschild
- Pterostichus strenuus (Panzer, 1796) – Gepuncteerde zwartschild
- Pterostichus vernalis (Panzer, 1796) – Groeftarszwartschild
- Sphodrus leucophthalmus (Linnaeus, 1758)– Grote kelderloopkever
- Stenolophus mixtus (Herbst, 1784) – Zwarthalsglansloper
- Stenolophus skrimshiranus Stephens, 1828 – Gele glansloper
- Stenolophus teutonus (Schrank, 1781) – Tweekleurige glansloper
- Stomis pumicatus (Panzer, 1796) – Glimmende langkaak
- Syntomus foveatus (Geoffroy, 1785) – Bronzen dwergloper
- Syntomus obscuroguttatus (Duftschmid, 1812)* – Gevlekte dwergloper
- Syntomus pallipes (Dejean, 1825)*
- Syntomus truncatellus (Linnaeus, 1761) – Zwarte dwergloper
- Synuchus vivalis (Illiger, 1798) – Rondhalstandklauw
- Trichocellus cognatus (Gyllenhal, 1827) – Heidehaaroogkever
- Trichocellus placidus (Gyllenhal, 1827) – Moerashaaroogkever
- Trichotichnus laevicollis (Duftschmid, 1812) – Boslangtars
- Trichotichnus nitens (Heer, 1837) – Berglangtars
- Zabrus tenebrioides (Goeze, 1777) – Gewone graanloper of Graanloopkever

## OnderfamilieLoricerinae

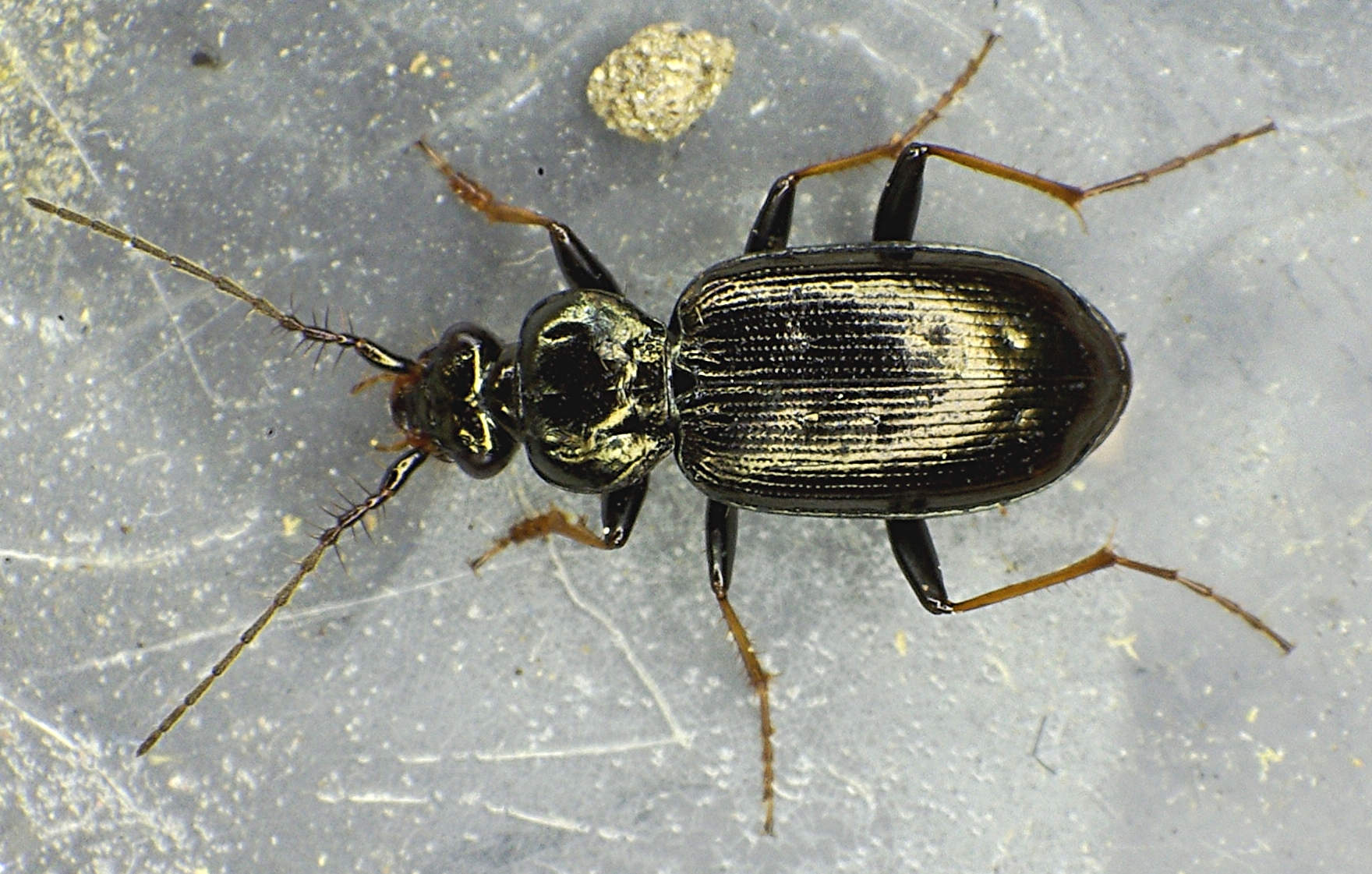
Borstelspriet (Loricera pilicornis)

- Loricera pilicornis (Fabricius, 1775) – Borstelspriet of Haarsprietloopkever

## OnderfamilieOmophroninae

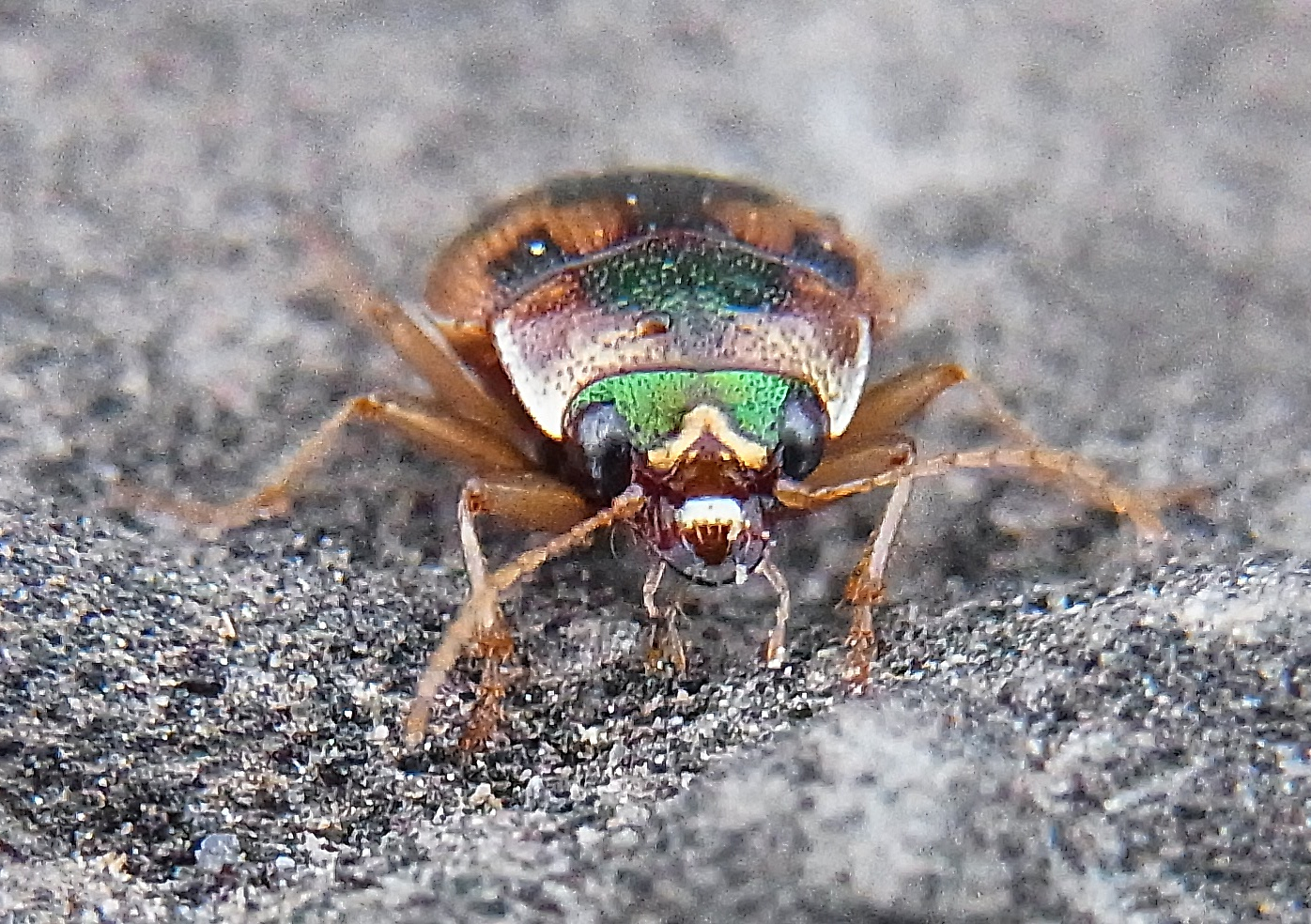
Kogelloper (Omophron limbatum)

- Omophron limbatum (Fabricius, 1777) – Kogelloper of Kogelloopkever

## OnderfamilieScaritinae

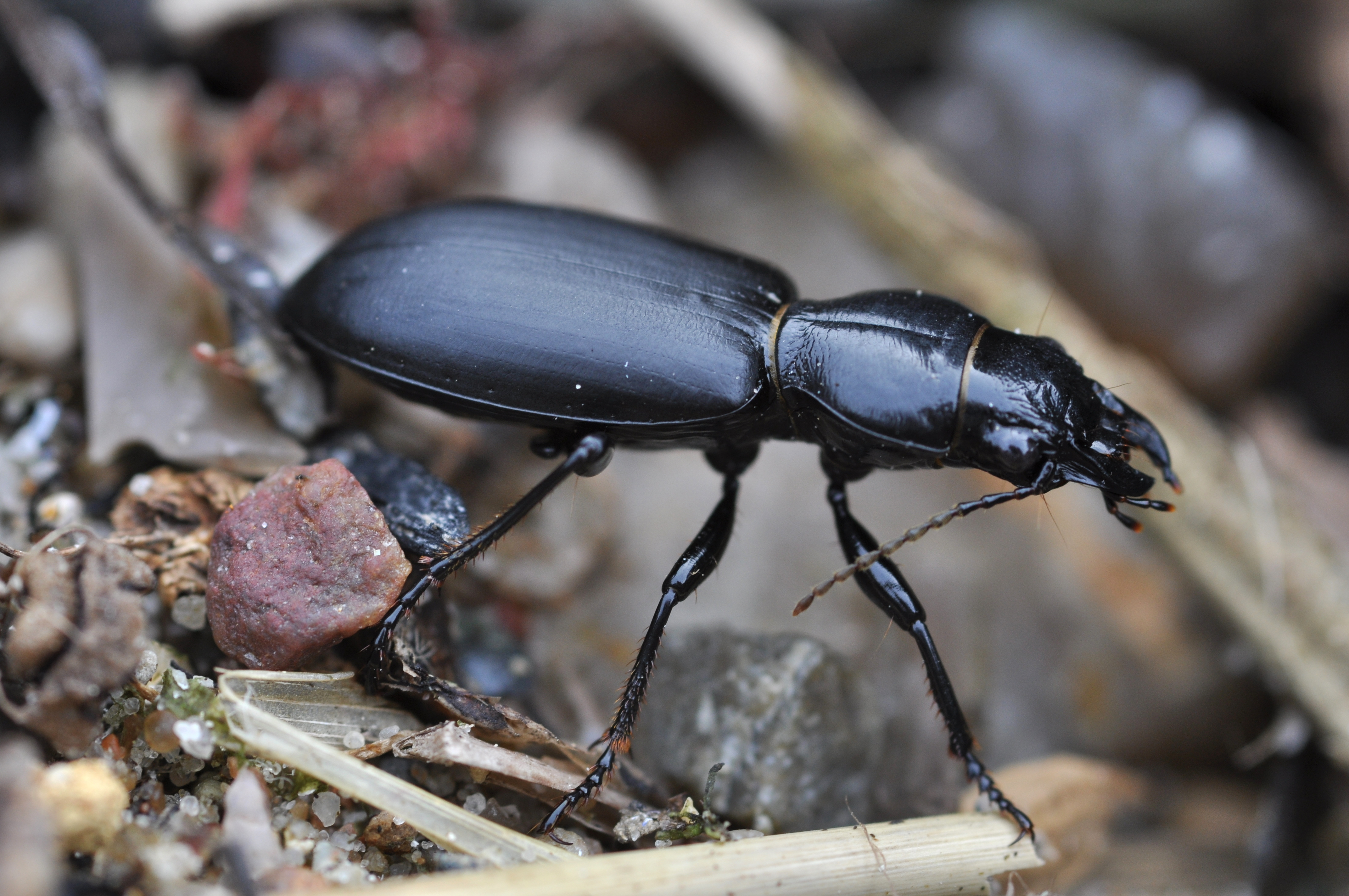
Dikkopzandgraver (Broscus cephalotes)

- Broscus cephalotes (Linnaeus, 1758) – Dikkopzandgraver of Dikkoploopkever
- Clivina collaris (Herbst, 1784) – Akkergraver
- Clivina fossor (Linnaeus, 1758) – Roodbruine graver of Bietengraafkever
- Dyschirius aeneus (Dejean, 1825) – Oevergravertje
- Dyschirius angustatus (Ahrens, 1830) – Smal gravertje
- Dyschirius chalceus Erichson, 1837 – Groot zoutgravertje
- Dyschirius globosus (Herbst, 1784) – Dwerggravertje
- Dyschirius impunctipennis Dawson, 1854 – Strandgravertje
- Dyschirius intermedius Putzeys, 1846 – Leemgravertje
- Dyschirius laeviusculus Putzeys, 1846 – Tweepuntgravertje
- Dyschirius neresheimeri Wagner, 1915 – Riviergravertje
- Dyschirius nitidus (Dejean, 1825) – Zwart gravertje
- Dyschirius obscurus (Gyllenhal, 1827) – Duingravertje
- Dyschirius politus (Dejean, 1825) – Glansgravertje
- Dyschirius salinus Schaum, 1843 – Zoutgravertje
- Dyschirius semistriatus (Dejean, 1825) – Bronsgravertje
- Dyschirius thoracicus (P. Rossi, 1790) – Zandgravertje
- Dyschirius tristis Stephens, 1827 – Langkielgravertje
- Miscodera arctica (Paykull, 1798) – Noordelijke steelhals

## OnderfamilieTrechinae
- Anillus caecus Jacquelin du Val, 1851* – Blind priempje
- Asaphidion caraboides (Schrank, 1781)*

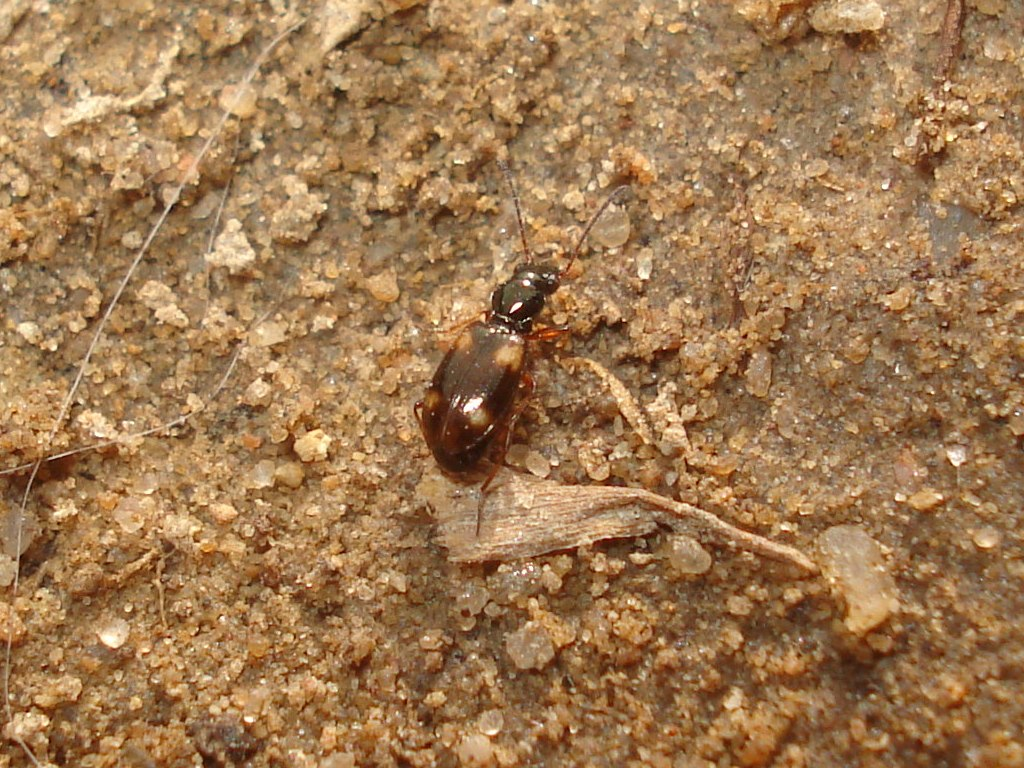
Viervlekpriemkever (Bembidion quadrimaculatum)

- Asaphidion curtum (Heyden, 1870) – Bosgrootoogkever
- Asaphidion flavipes (Linnaeus, 1761) – Akkergrootoogkever
- Asaphidion pallipes (Duftschmid, 1812) – Zandgrootoogkever
- Asaphidion stierlini (Heyden, 1880) – Donkere grootoogkever
- Bembidion aeneum Germar, 1824 – Bronzen priemkever
- Bembidion argenteolum Ahrens, 1812 – Zilveren priemkever
- Bembidion articulatum (Panzer, 1796) – Vlekpriemkever
- Bembidion assimile Gyllenhal, 1810 – Ribbelkoppriemkever
- Bembidion atrocaeruleum (Stephens, 1828) – Blauwe priemkever
- Bembidion axillare (Motschulsky, 1844)*
  - Bembidion axillare occiduum Marggi & Huber, 2001*
- Bembidion biguttatum Fabricius, 1779 – Tweevlekpriemkever
- Bembidion bipunctatum (Linnaeus, 1761) – Tweepuntpriemkever
- Bembidion bruxellense Wesmael, 1835 – Veenpriemkever
- Bembidion decorum (Panzer, 1799) – Sierlijke priemkever
- Bembidion deletum Audinet-Serville, 1821 – Bospriemkever
- Bembidion dentellum (Thunberg, 1787) – Getande priemkever
- Bembidion doris (Panzer, 1796) – Groefkoppriemkever
- Bembidion ephippium (Marsham, 1802) – Gele kwelderpriemkever
- Bembidion fasciolatum (Duftschmid, 1812) – Roodveegpriemkever
- Bembidion femoratum Sturm, 1825 – Bleke priemkever
- Bembidion fluviatile Dejean, 1831 – Rivierpriemkever
- Bembidion fumigatum (Duftschmid, 1812) – Berookte priemkever
- Bembidion gilvipes Sturm, 1825 – Geelpootpriemkever
- Bembidion guttula Fabricius, 1792 – Weidepriemkever
- Bembidion humerale Sturm, 1825 – Schoudervlekpriemkever
- Bembidion illigeri Netolitzky, 1914 – Gladde viervlekpriemkever
- Bembidion iricolor Bedel, 1879 – Iriserende priemkever
- Bembidion lampros (Herbst, 1784) – Glanspriemkever of Glanzende snelloopkever
- Bembidion litorale (Olivier, 1790) – Oeverpriemkever
- Bembidion lunatum Duftschmid, 1812 – Grote maanvlekpriemkever
- Bembidion lunulatum Geoffroy, 1785 – Kleine maanvlekpriemkever
- Bembidion mannerheimii C.R. Sahlberg, 1827 – Moerasbospriemkever
- Bembidion maritimum (Stephens, 1839) – Brakwaterpriemkever
- Bembidion milleri Jacquelin du Val, 1852 – Kleine leempriemkever
- Bembidion minimum (Fabricius, 1792) – Kwelderpriemkever
- Bembidion modestum (Fabricius, 1801) – Roodbandpriemkever
- Bembidion monticola Sturm, 1825 – Bergpriemkever
- Bembidion nigricorne Gyllenhal, 1827 – Heidepriemkever
- Bembidion normannum Dejean, 1831 – Slanke kwelderpriemkever
- Bembidion obliquum Sturm, 1825 – Donkere venpriemkever
- Bembidion obtusum Audinet-Serville, 1821 – Akkerpriemkever
- Bembidion octomaculatum (Goeze, 1777) – Achtvlekpriemkever
- Bembidion pallidipenne (Illiger, 1802) – Duinpriemkever of Bleekgele snelloopkever
- Bembidion prasinum (Duftschmid, 1812) – Platte priemkever
- Bembidion properans (Stephens, 1828) – Puntglanspriemkever
- Bembidion punctulatum Drapiez, 1820 – Gepuncteerde priemkever
- Bembidion pygmaeum (Fabricius, 1792)*
- Bembidion quadrimaculatum (Linnaeus, 1761) – Viervlekpriemkever of Viervlekkige priemloopkever
- Bembidion quadripustulatum Audinet-Serville, 1821 – Grote vierpuntpriemkever
- Bembidion ruficolle (Panzer, 1796) – Roodhalspriemkever
- Bembidion semipunctatum (Donovan, 1806) – Kleipriemkever
- Bembidion stephensii Crotch, 1866 – Grote leempriemkever
- Bembidion striatum (Fabricius, 1792) – Gestreepte priemkever
- Bembidion tenellum Erichson, 1837 – Tengere kwelderpriemkever
- Bembidion testaceum (Duftschmid, 1812) – Roodbruine priemkever
- Bembidion tetracolum Say, 1823 – Gewone viervlekpriemkever
- Bembidion tibiale (Duftschmid, 1812) – Beekpriemkever
- Bembidion varium (Olivier, 1795) – Gevlekte kwelderpriemkever
- Bembidion velox (Linne, 1761) – Snelle priemkever
- Blemus discus (Fabricius, 1801) – Schijfboogkever

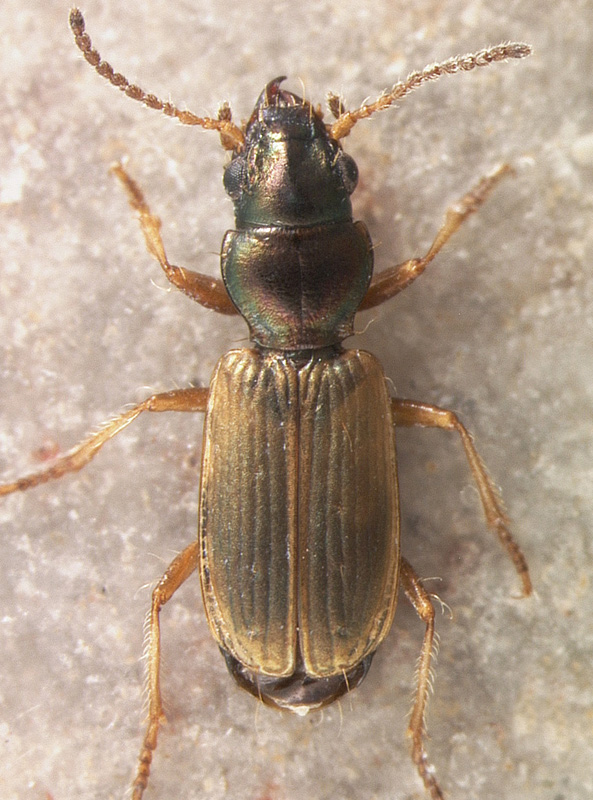
Strandpriemkever (Cillenus lateralis)

- Cillenus lateralis Samouelle, 1819 – Strandpriemkever
- Elaphropus haemorroidalis (Ponza, 1805)
- Elaphropus parvulus (Dejean, 1831) – Zwart knotje
- Elaphropus quadrisignatus (Duftschmid, 1812) – Viervlekknotje
- Epaphius secalis (Paykull, 1790) – Rondhalsboogkever
- Ocys harpaloides (Audinet-Serville, 1821) – Schorspriemkever
- Ocys quinquestriatus (Gyllenhal, 1810) – Muurpriemkever
- Paratachys bistriatus (Duftschmid, 1812) – Tweestreepknotje
- Paratachys micros (Fischer von Waldheim, 1828) – Bleek knotje
- Patrobus atrorufus (Stroem, 1768) – Donkere halsbandloper
- Perileptus areolatus (Creutzer, 1799) – Behaarde grindloper
- Pogonus chalceus (Marsham, 1802) – Gewone zoutloper of Ertsloopkever
- Pogonus littoralis (Duftschmid, 1812) – Strandzoutloper
- Pogonus luridipennis (Germar, 1822) – Gele zoutloper
- Porotachys bisulcatus (Nicolai, 1822) – Breed knotje
- Sinechostictus elongatus (Dejean, 1831) – Kleine smalnekpriemkever
- Sinechostictus stomoides (Dejean, 1831) – Grote smalnekpriemkever
- Tachys scutellaris Stephens, 1828 – Kwelderknotje
- Tachyta nana (Gyllenhal, 1810) – Schorsknotje
- Thalassophilus longicornis (Sturm, 1825) – Grindlangspriet
- Trechoblemus micros (Herbst, 1784) – Aardboogkever
- Trechus obtusus Erichson, 1837 – Gewone boogkever
- Trechus quadristriatus (Schrank, 1781) – Akkerboogkever
- Trechus rubens (Fabricius, 1792) – Rode boogkever